# La Gloria
La Gloria – miasto w Kolumbii, w departamencie Cesar.